# Сновичи
Сновичи (укр. Сновичі) — село в Поморянской поселковой общине Золочевского района Львовской области Украины.
Население по переписи 2001 года составляло 1521 человек. В 2021 - 1325 человек. Занимает площадь 3,786 км². Почтовый индекс — 80753. Телефонный код — 3265.